# Curaçao (rượu)
Rượu Curaçao (tiếng Hà Lan: [kyraːˈsʌu] ⓘ) là một loại rượu mùi làm từ vỏ cam đắng Laraha được trồng trên đảo Curaçao của Hà Lan. Rượu Curaçao có nhiều loại, tuy nhiên phổ biến nhất là Curaçao khô có màu cam và Curaçao xanh, có màu xanh lam sáng.

## Tên gọi
Tên rượu Curaçao bắt nguồn từ đảo Curaçao là một hòn đảo trong quần đảo Antilles của Hà Lan.

## Lịch sử
Theo truyền thống, rượu mùi Curaçao được làm bằng vỏ khô của cam Laraha (Citrus × aurantium subsp. currassuviencis), một loại cam đắng có nguồn gốc từ Curaçao. Các nhà thám hiểm Tây Ban Nha đã mang tổ tiên của Laraha là một giống cam không rõ nguồn gốc đến hòn đảo vào năm 1527. Do không phù hợp thổ nhưỡng nên trái của những cây cam này vừa nhỏ vừa đắng. Mặc dù thịt quả Laraha không ngon, nhưng vỏ của nó có mùi thơm dễ chịu. Vỏ cam từ cây cam đắng Laraha được thu hoạch rồi phơi khô, dùng để sản xuất rượu. Rượu Curaçao được sản xuất bằng cách ngâm vỏ cam Laraha khô trong rượu trắng trong vòng vài ngày, sau đó người ta vớt vỏ cam ra và thêm vào một số hương liệu khác.
Vẫn chưa rõ ai đã phát triển loại rượu mùi Curaçao đầu tiên và bắt đầu khi nào. Công ty Tây Ấn Hà Lan đã sở hữu Curaçao vào năm 1634. Nhà máy chưng cất Bols được thành lập vào năm 1575 ở Amsterdam, có cổ phần trong cả các Công ty Tây Ấn và Đông Ấn của Hà Lan để đảm bảo quyền tiếp cận các loại gia vị cần thiết cho các loại đồ uống chưng cất của họ.
Senior & Co, một công ty thành lập ở Curaçao, là công ty duy nhất luôn sản xuất rượu mùi của họ từ vỏ cam Laraha ở Curaçao. Gia đình Senior và Chumaceiro bắt đầu bán rượu mùi của họ vào năm 1896 tại hiệu thuốc của họ với số lượng nhỏ. Năm 1947, họ mua Landhuis Chobolobo ở Willemstad, tại đây họ đặt nhà máy chưng cất rượu. Vì công ty này là công ty duy nhất sử dụng trái Laraha bản địa nên nó có từ "chính hãng" trên nhãn hiệu của họ.

## Chế biến và sử dụng

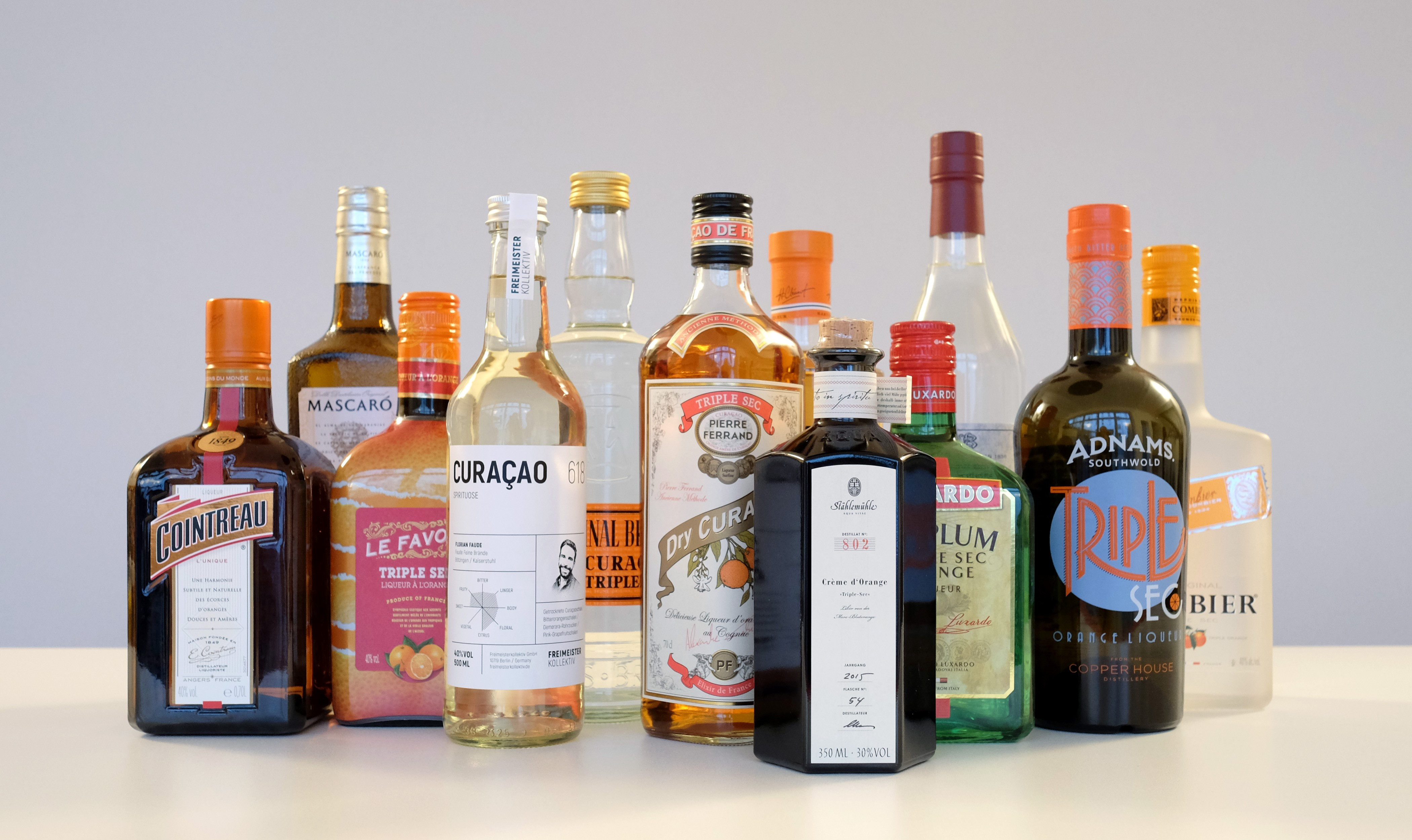
Các chai rượu Curaçao khác nhau

Mỗi cây cam Laraha trong đồn điền cho quả từ 150 đến 200 quả, có thể tạo ra 25 đến 35 kg (55 đến 77 pound) vỏ khô, cam được cắt lấy vỏ, vỏ được phơi khô trong 5 ngày. Sau đó cho vào một túi gunny. Gia vị được thêm vào và túi được treo trong một chậu đồng nung nóng 250 lít cùng rượu kosher (có nguồn gốc từ mía đường) trong ba ngày. Sau một ngày làm lạnh, nước được thêm vào và quá trình chưng cất diễn ra trong ba ngày nữa ở nhiệt độ không đổi 250 độ C. Sau đó, thêm 400 kg đường và thêm nhiều nước hơn, sản phẩm được lọc trong 3 ngày để tạo ra rượu mùi Curaçao nguyên chất. Rượu mùi có hương vị giống như cam với các mức độ đắng khác nhau.
Nó không có màu tự nhiên nhưng thường được tạo màu nhân tạo, phổ biến nhất là màu xanh lam hoặc màu cam, tạo nên vẻ ngoài kỳ lạ cho các loại cocktail và đồ uống hỗn hợp khác. Màu xanh lam đạt được bằng cách thêm chất tạo màu thực phẩm, thường là xanh lam sáng E133. Ngoài ra rượu Curaçao cũng có các màu sắc khác như màu cam, màu vàng nâu, màu xanh lá cây hoặc là không màu. Rượu Curaçao cũng đa dạng hương vị khác nhau chẳng hạn như cà phê, sô cô la, rượu rum và nho khô. Rượu Curaçao thường được sử dụng để pha chế các loại cocktail.

## Văn hóa
Rượu mùi được đề cập trong cuốn tiểu thuyết năm 1864–65 Our Mutual Friend của Charles Dickens dưới cách viết "Curaçoa", thông dụng vào thời điểm đó.